# Guvernér Čínské lidové banky
Guvernér Čínské lidové banky (čínsky v českém přepisu čung-kuo žen-min jin-chang chang-čang, pchin-jinem zhōngguó rénmíng yínháng hángzhǎng, znaky zjednodušené 中国人民银行行长, tradiční 中國人民銀行行長) je člen Státní rady Čínské lidové republiky, čínské vlády, který stojí v čele Čínské lidové banky.
V současnosti funkci v Li Čchiangově vládě zastává Pchan Kung-šeng.

## Jmenovací proces
Podle Ústavy Čínské lidové republiky je guvernér nominován premiérem a následně schválen Všečínským shromážděním lidových zástupců, nebo jeho stálým výborem. Do funkce je poté jmenován prezidentem Čínské lidové republiky.

## Seznam guvernérů
| # | Portrét                               | Jméno Narození a úmrtí                | Funkční období                        | Funkční období                        | Funkční období                        | Vláda                                                     |
| # | Portrét                               | Jméno Narození a úmrtí                | Nástup do úřadu                       | Opuštění úřadu                        | Dny v úřadu                           | Vláda                                                     |
| Generální ředitel Čínské lidové banky                                                                          | Generální ředitel Čínské lidové banky | Generální ředitel Čínské lidové banky | Generální ředitel Čínské lidové banky | Generální ředitel Čínské lidové banky | Generální ředitel Čínské lidové banky | Generální ředitel Čínské lidové banky                     |
| --- | ------------------------------------- | ------------------------------------- | ------------------------------------- | ------------------------------------- | ------------------------------------- | --------------------------------------------------------- |
| 1. |                                       | Nan Chan-čchen 南汉宸 (1895–1967)     | 18. listopadu 1948                    | 19. října 1949                        | 11 měsíců a 1 den                     | Čou En-laj I                                              |
| Guvernér Čínské lidové banky                                                                                   |                                       |                                       |                                       |                                       |                                       |                                                           |
| 1. |                                       | Nan Chan-čchen 南汉宸 (1895–1967)     | 19. října 1949                        | 20. listopadu 1954                    | 5 let, 1 měsíc a 1 den                | Čou En-laj I                                              |
| 2. |                                       | Cchao Ťü-žu 曹菊如 (1901–1981)        | 20. listopadu 1954                    | říjen 1964                            | ~9 let, 10 měsíců a 10 dnů            | Čou En-laj II Čou En-laj III Čou En-laj IV                |
| 3. |                                       | Chu Li-ťiao 胡立教 (1914–2006)        | říjen 1964                            | 13. května 1973                       | ~8 roky                               | Čou En-laj IV                                             |
| Během Kulturní revoluce funkce zrušena (Cca. roku 1970 Čínská lidová banka podřízena Ministerstvu financí ČLR) |                                       |                                       |                                       |                                       |                                       |                                                           |
| 4. |                                       | Čchen Si-jü 陈希愈 (1911–2000)        | 13. května 1973                       | 5. března 1978                        | 4 roky, 9 měsíců a 20 dnů             | Čou En-laj IV Čou En-laj V Chua Kuo-feng                  |
| 5. |                                       | Li Pao-chua 李葆华 (1909–2005)        | 5. března 1978                        | 4. května 1982                        | 4 roky, 1 měsíc a 29 dnů              | Chua Kuo-feng                                             |
| 6. |                                       | Lü Pchej-ťien 吕培俭 (* 1928)         | 4. května 1982                        | 21. března 1985                       | 2 roky, 10 měsíců a 17 dnů            | Chua Kuo-feng Čao C’-jang                                 |
| 7. |                                       | Čchen Mu-chua 陈慕华 (1921–2011)      | 21. března 1985                       | 12. dubna 1988                        | 3 roky a 22 dnů                       | Čao C’-jang Li Pcheng I                                   |
| 8. |                                       | Li Kuej-sien 李贵鲜 (* 1937)          | 12. dubna 1988                        | 2. července 1993                      | 5 let, 2 měsíce a 20 dnů              | Li Pcheng I Li Pcheng II                                  |
| 9. |                                       | Ču Žung-ťi 朱镕基 (* 1928)            | 2. července 1993                      | 30. června 1995                       | 1 rok, 11 měsíců a 28 dnů             | Li Pcheng II                                              |
| 10. |                                       | Taj Siang-lung 戴相龙 (* 1944)        | 30. června 1995                       | 28. prosince 2002                     | 7 let, 5 měsíců a 28 dnů              | Li Pcheng II Ču Žung-ťi                                   |
| 11. |                                       | Čou Siao-čchuan 周小川 (* 1948)       | 28. prosince 2002                     | 19. března 2018                       | 15 let, 2 měsíce a 19 dnů             | Ču Žung-ťi Wen Ťia-pao I Wen Ťia-pao II Li Kche-čchiang I |
| 12. |                                       | I Kang 易纲 (* 1958)                  | 19. března 2018                       | 25. července 2023                     | 5 let, 4 měsíce a 6 dnů               | Li Kche-čchiang II Li Čchiang                             |
| 13. |                                       | Pchan Kung-šeng 潘功胜 (* 1963)       | 25. července 2023                     | úřadující                             | 1 rok, 7 měsíců a 4 dny               | Li Čchiang                                                |